# Jeffrey Young
Jeffrey Young é um psicólogo estadunidense conhecido por ter criado a terapia focada nos esquemas. Considerada um acréscimo à terapia cognitivo-comportamental tradicional idealizada por Aaron Temkin Beck, a terapia focada nos esquemas integra elementos da própria terapia cognitiva, da terapia comportamental, dos preceitos teóricos das relações de objeto e da gestaltoterapia.
Tendo completado seu treinamento clínico na Universidade da Pensilvânia, onde circulavam pesquisadores como Joseph Wolpe, Minucchin e Aaron Beck, Young é hoje um dos mais famosos e respeitados psicoterapeutas ao redor do mundo, sendo a terapia focada nos esquemas uma das alternativas mais eficazes para diversos tipos de transtornos mentais, especialmente no que concerne os de personalidade.